# Olof Palmes tal
Olof Palme höll flera berömda tal under sin tid som socialdemokraternas partiledare och Sveriges statsminister. Här är ett urval av dessa.

## Därför är jag demokratisk socialist
Därför är jag demokratisk socialist är ett tal som Olof Palme höll i september 1982. Talet kan i sin helhet ses här - Olof Palme - Därför är jag demokratisk socialist. 
Talet hölls under valrörelsen 1982, i den avslutande partiledardebatten i SVT beskrev Palme varför han blev demokratisk socialist. Han förklarar om sina tankegångar kring ideologi, värderingar och attityder.

## Gävletalet
I det kända Gävletalet 1965, där Palme första gången riktade tydlig kritik mot USA:s krigföring i Vietnam, baserade han ställningstagandet delvis på sina erfarenheter från Algeriets frigörelse från Frankrike 1962. Resan kan alltså sägas bilda upptakten till en aktivare svensk utrikespolitik.
Gävletalet

## Diktaturens kreatur
Diktaturens kreatur är ett tal som Palme höll den april 1975. 
I ett tal hos Stockholms arbetskommun den 19 april 1975 gick Palme till angrepp mot kommunistregimen i Tjeckoslovakien. I den del av talet där uttrycket myntas invänder Palme mot den behandling som de socialistvänliga delarna av det kommunistiska partiet erhöll av den dåvarande kommunistiska statsmakten som då anfördes av Gustáv Husák.
”Inrikesministern, polisministern, hade häromdagen ett möte med polis- och säkerhetstjänstens ledare och framhöll därvid att ordningsmakten skall göra allt för att avslöja och utrensa reaktionära grupper och individer och i rättan tid och utan kompromiss stoppa deras verksamhet. Så talar diktaturens kreatur till varandra.”

## Uttalandet om Hanoibombningarna
Den 23 december 1972 gjorde Palme ett uttalande om den aktuella utvecklingen i Vietnam. Palme ringde själv upp Tidningarnas Telegrambyrå. Dagen efter fanns det med på undanskymd plats i Dagens Nyheter och Svenska Dagbladet. Sveriges Radio-TV intervjuade Palme i hans hem i Vällingby där han fick läsa upp texten.
Uttalandet, skrivet av Anders Ferm och Palme, var kort och kritiserade USA:s bombningar av Hanoi julen 1972 under Vietnamkriget. Kritiken var hård och Palme såg bombningarna som terrorbombningar som påminde om Guernica. Uttalandet fick stor internationell uppmärksamhet och ledde till att Palme uppmärksammades på flera sätt.
"Man bör kalla saker och ting vid deras rätta namn och det som pågår idag i Vietnam, det är en form av tortyr. Det man nu gör, det är att plåga människor. Plåga en nation för att förödmjuka den, tvinga den till underkastelse under maktspråk. Och därför är bombningarna ett illdåd. Och av det har vi många exempel i den moderna historien. Och de är i allmänhet förbundna med ett namn: Guernica, Oradour, Babij Jar, Katyń, Lidice, Sharpeville, Treblinka. Där har våldet triumferat. Men eftervärldens dom har fallit hård över dem som burit ansvaret. Nu fogas ett nytt namn till raden: Hanoi, julen 1972."
Konsekvensen av uttalandet blev att Sverige och USA ställde in sina diplomatiska förbindelser. Den tillträdande ambassadören Yngve Möller åkte aldrig till USA. Den avgående svenske ambassadören Hubert de Besche ansågs inte längre välkommen. USA hade tagit hem ambassadören Jerome Holland tidigare under 1972, någon ny hade inte tillsatts, men chargé d'affaires John Guthrie fick inte återvända till Stockholm. Relationerna mellan Sverige och USA normaliserades inte förrän 14 mars 1974.
USA:s president Richard Nixons utrikesminister och säkerhetsrådgivare Henry Kissinger har hävdat vad avser bombningarna att USA inte fick kritik från något land av betydelse. Journalisten Björn Elmbrant menar att Palmes initiativ "säkerligen inte" hade någon effekt på den amerikanska krigföringen.

## Satans mördare
Satans mördare är ett tal som Palme höll den 28 september 1975. I talet vid den socialdemokratiska partikongressen använde Palme ovanligt starka ord då han kritiserade den spanska Francodiktaturen och myntade uttrycket "Satans mördare". Föregående dag, den 27 september, hade Franco låtit avrätta tre medlemmar ur FRAP (Frente Revolucionario Antifascista y Patriótico), Humberto Baena Alonso, José Luís Sánchez Bravo och Ramón García-Sanz, och två medlemmar ur ETA (Euskadi Ta Askatasuna), Juan Paredes Manot ("Txiki") och Ángel Otaegui Echevarría.

## Hatets och illviljans kolportörer
Hatets och illviljans kolportörer är ett tal som Palme höll vid Svenska metallindustriarbetareförbundets kongress i Stockholm 1981. På Metalls kongress synade han Svenska arbetsgivareföreningens agerande (SAF, numera Svenskt Näringsliv) och kunde konstatera att deras propaganda ofta var "vulgär och förgrovad."  Och han sade: "Jag tror efter de studier vi gjort är [det] korrekt att säga att Arbetsgivareföreningens propagandister i mycket framstår som hatets och illviljans kolportörer mot svensk arbetarrörelse." 
SAF Hatet och illviljans kolportörer, sid 792.